# Tomba del Sorbo
Die Tomba del Sorbo (deutsch: „Sorbo-Grab“)  ist ein ausgemaltes etruskisches Kammergrab, das ins 7. Jahrhundert v. Chr. datiert. Das Grab wurde am Ende der 1960er-Jahre bei Cerveteri in der Sorbo-Nekropole entdeckt.
Das Grab kam beim Bau eines modernen Wohnhauses zu Tage und konnte nur sporadisch untersucht werden. Es liegt innerhalb eines großen Tumulus, der mit einem Durchmesser von 62 m zu den größten in Cerveteri gehört. Der Tumulus liegt an einem Abhang, wodurch die Baumeister den Bau an das Gelände anpassen mussten. Seine südliche Seite ist höher als die nördliche. Der Plan des Tumulus ist unregelmäßig, da er sich an ältere Grabanlagen anpassen musste. Innerhalb des Tumulus befinden sich zwei Grabanlagen, die beide zum Teil ausgemalt sind. Das ältere Grab besteht nur aus einer länglichen Kammer. Das spätere Grab hat eine Hauptkammer und zwei Nebenkammern. Es wurde eine zweite Hauptkammer begonnen, doch stieß man dabei auf das ältere Grab, so dass die Arbeiten an der zweiten Kammer unterbrochen wurden. Die Hauptkammer wurde nie vollständig ausgegraben. Die Decke zeigt einen mit geometrischen Mustern bemalten Streifen.